# Deportivo Jalapa (Nicaragua)
Deportivo Jalapa is een Nicaraguaanse voetbalclub uit de stad Jalapa. De club werd landskampioen in 2002.

## Erelijst
Landskampioen
2002
Chinandega ·
Deportivo Las Sabanas ·
Deportivo Ocotal · 
Deportivo Walter Ferretti · 
Diriangén · 
Juventus Managua · 
Managua · 
Real Estelí · 
Real Madriz · 
UNAM Managua